# اندیس کوه میخ انبار ۲
کوه میخ انبار ۲ یک اندیس فلزی است که در حوالی شهر کردگان استان خراسان قرار دارد و مادهٔ معدنی موجود در آن، مس است.سنگ میزبان این اندیس آندزیت است  در این اندیس، پاراژنز‌های کریزوکول ،مالاکیت یافت می‌شوند.